# Mir (Niger)
Mir (auch: Mihr und Mirh)  ist ein Dorf in der Landgemeinde Foulatari in Niger.

## Geographie
Das von einem traditionellen Ortsvorsteher (chef traditionnel) geleitete Dorf liegt rund 59 Kilometer nördlich des Hauptorts Foulatari der gleichnamigen Landgemeinde, die zum Departement Maïné-Soroa in der Region Diffa gehört. Es herrscht das Klima der Sahara vor, mit einer durchschnittlichen jährlichen Niederschlagsmenge von unter 200 mm.

## Geschichte

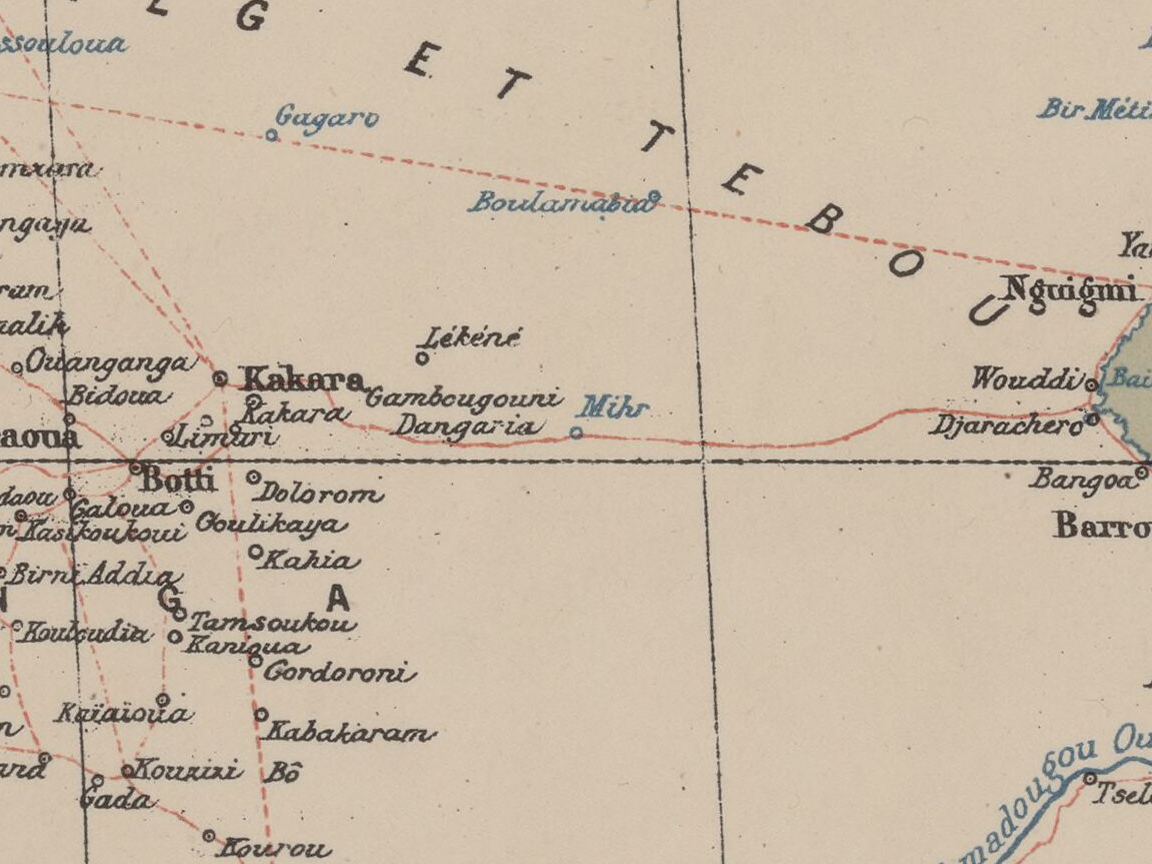
Ausschnitt einer Karte von 1903 mit Mir (Mihr) im Zentrum

Die Gegend von Mir soll im 15. Jahrhundert von der ethnischen Gruppe der Dietko besiedelt worden sein, die aus Bornu im Süden hierher kam. Ruinen von alten Befestigungsanlagen waren noch in den 1920er Jahren beim Dorf zu sehen.
In Mir wurde Anfang des 20. Jahrhunderts ein kleines französisches Fort aus Lehm errichtet. Innerhalb der Mauern des Forts standen vereinzelt Lehmhütten. Der britische Reiseschriftsteller A. Henry Savage Landor machte hier bei seiner zwölfmonatigen Afrika-Durchquerung am 6. September 1906 Station.

## Bevölkerung
Bei der Volkszählung 2012 hatte Mir 190 Einwohner, die in 27 Haushalten lebten. Bei der Volkszählung 2001 betrug die Einwohnerzahl 65 in 11 Haushalten und bei der Volkszählung 1988 belief sich die Einwohnerzahl auf 175 in 30 Haushalten.
Die Bevölkerungsdichte in diesem Gebiet ist gering und liegt bei unter 10 Einwohnern je Quadratkilometer.

## Wirtschaft und Infrastruktur
Die Siedlung liegt in einem Gebiet der Naturweidewirtschaft, wobei vor allem die Rinder- und Schafzucht wirtschaftlich bedeutend sind und in das ackerbauliche Aktivitäten aus dem Süden vordringen.